# Rainer Lind

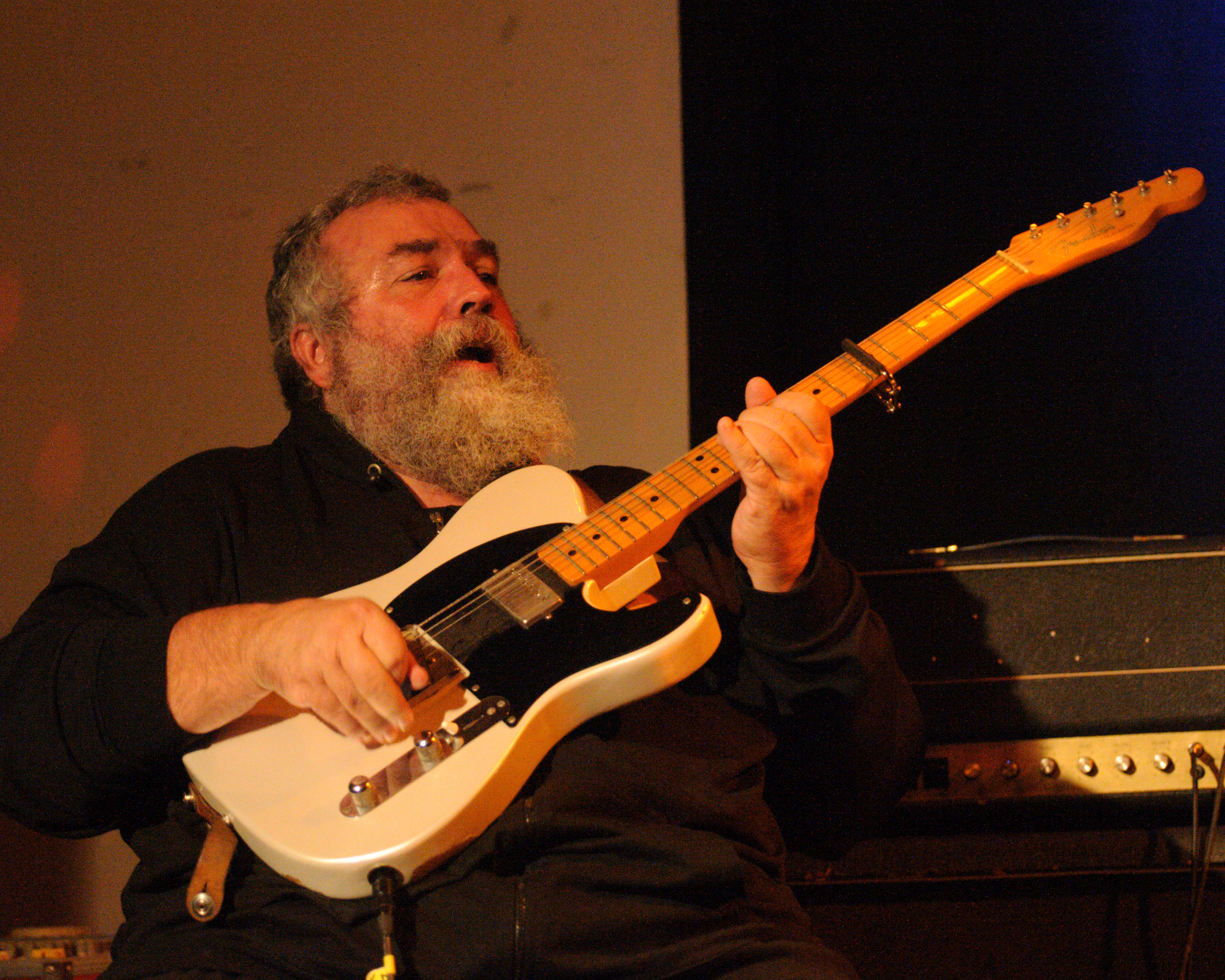
Rainer Lind im Konzert mit Joe Sachse, Jörg Fischer und Heiner Reinhardt in der Bessunger Knabenschule in Darmstadt am 20. Oktober 2012

Rainer Lind (* 1954 in Darmstadt) ist ein deutscher Maler, Zeichner und Grafiker.

## Leben und Werk
Lind studierte zunächst von 1975 bis 1979 an der Fachhochschule Darmstadt im  Fachbereich Gestaltung, Diplomdesigner. Anschließend wechselte er auf die Kunstakademie Düsseldorf und studierte Malerei bei Gotthard Graubner. 1981 setzte er sein Studium an der Johann Wolfgang-Goethe-Universität in Frankfurt in den Fächern Kunstgeschichte und Philosophie fort. Seit 1983 ist er dann
Mitglied der Darmstädter Sezession und lehrte ab 1985 an der Fachhochschule Darmstadt im Fachbereich Gestaltung die Grundlehre Zeichnen.
Seit 1986 arbeitet Lind bei Konzerten und Musikprojekten unter anderem  mit Peter Brötzmann, A. R. Penck, J.P. Huftier, Norbert Großmann, Werner Cee, Joe Sachse, Michael Wertmüller, Marino Pliakas. Die Gründung der Musikgruppe Die Männer sitzen in den Pfützen der Erosion und trinken Wein erfolgte 1993 auf seine Initiative. Von 1998 bis 2004 war Lind dann Vorstand der Darmstädter Sezession und seit 2001 einer der drei Vorstandssprecher. 2002 wurde er Dozent für Internettechnologien an der Philipps-Universität Marburg im Fachbereich Informatik. Ein Arbeitsaufenthalt am Schloss Plüschow im Rahmen des Mecklenburgischen Künstlerhauses zur Restaurierung der Kunstwerke begann 2005.
Seit 2010 widmet sich Rainer Lind vermehrt der Videokunst. 2012 begann er ein Projekt mit Videoportraits: Menschen seiner persönlichen Umgebung lädt er zu einem einstündigen Gespräch vor die Videokamera ein. Mittlerweile sind um die 600 solcher Videoportraits entstanden. Seit dem Wintersemester 2018 lehrt er als Dozent an der Tu Darmstadt, Fachbereich Architektur "Biographische Positionen in der Architekturwelt in Bild und Ton".
Rainer Lind lebt und arbeitet in Laubacher Ortsteil Altenhain und Darmstadt.

## Preise und Auszeichnungen
- 1983 erhielt er den Preis der Neuen Darmstädter Sezession
- 1986 bekam er den Georg Christoph Lichtenberg Preis für Malerei des Landkreises Darmstadt-Dieburg
- 1989 erhielt er ein Stipendium des Landes Hessen zum Studium in der Casa Baldi in Olevano und der Villa Massimo in Rom in Italien
- 2003 bekam er ein Arbeitsstipendium zur Cité in  Paris

## Werke (Auswahl)
Lind hatte seit 1980 ca. 50 Einzelausstellungen in Galerien und Museen und zahlreiche Kunstmessenbeteiligungen, so in Basel (Art Basel), Köln (Art Cologne) und Frankfurt (Fine art fair frankfurt).
- 1994: Planken, Hörspiel, Werner Cee, Gitarre, Klang: Rainer Lind, Text: Betina Obrecht, Sprecher: D. Aigner, Hans Treichler Hergestellt im Studio des SDR Stuttgart Uraufführung: 10. September 1994 in Remseck am Neckar im Rahmen Kulturregion, Stuttgart, WORT FÜR WORT.
- 2001 „AS LOST AS SAFE“, Mathildenhöhe Darmstadt, Sonderausstellung der Darmstädter Sezession, Idee, Katalogtext und Kurator mit Marlene Dumas, Juliao Sarmento, Martin Disler, Walter Stöhrer
- 2003 „SO BRAINSYLY OF THINKS“, Mathildenhöhe Darmstadt, Sonderausstellung Fotografie mit Lucinda Devlin und Peter Hendricks. Idee, Katalogtext und Kurator: Rainer Lind[1]
- 2009 „Ausstellung Kunsthalle Darmstadt Gesichtslos. Die Malerei des Diffusen. Eugène Carrière, Joe Allen, John Beard, Rainer Lind, Jörg Madlener“[2]